# つのごうじ
つの ごうじ（1961年5月14日 - ）は、日本の作曲家、編曲家、シンガーソングライター。本名は津野 剛司。大阪府出身。

## 人物・来歴
ベーシストとして音楽活動を開始。1980年代に近藤真彦のバックバンド「ダブルス」や、「爆風銃」（「ダイナマイトごうじ」名義で参加）「スーパースランプ」（キーボーディストとして参加）等のバンド活動を経て、サポートミュージシャンとしてのキャリアを積む。
1983年、劇場版アニメ『ゴルゴ13』の主題歌『プレイ・フォー・ユー』（作詞：阿木燿子、編曲：木森敏之、歌：シンディ・ウッド）で作曲家としてデビュー。
以後、国内外の多分野で精力的に活動を続け、1992年、1993年には日本ゴールドディスク大賞アルバム賞学芸部門を2年連続で受賞。

### 家族・親族
父は、作・編曲家の津野陽二。長女は、ガールズバンド「赤い公園」メンバー（ギター・コーラス担当）だった津野米咲。

## 主な作品

### アニメ
- 「ガラスの仮面」 - 1984年制作のエイケン版テレビアニメ。オープニングテーマ『ガラスの仮面』作曲
- 「キャッツ・アイ」 - 第2期エンディングテーマ『ホットスタッフ』作曲
- 「聖闘士星矢」 - 挿入歌『女神の子守歌 〜Lullaby〜』作曲
- 「悪魔くん」 - オープニング『悪魔くん』作曲・編曲
- 「もーれつア太郎」 - 1990年制作版：オープニングテーマ『がってん承知ノ介』作曲・編曲
- 「真拳伝説タイトロード」 - 劇伴音楽
- 「南国少年パプワくん」 - 後期エンディングテーマ『気分はパプワ晴れ』作詞・作曲・編曲・歌。歌は「つのごうじ&ピタゴラス」名義
- 「科学忍者隊ガッチャマン」 - 1994年制作のOVA版。『ガッチャマン'94』編曲
- 「キン肉マン」 - 「キン肉星王位争奪編」、エンディングテーマ『月火水木キン肉マン』作詞・作曲
- 「鬼神童子ZENKI」 - 劇伴音楽、オープニングテーマ『鬼神童子ZENKI』、『超鬼神ZENKI、来迎聖臨!』、エンディングテーマ『笑顔をあげる』作曲・編曲
- 「爆走兄弟レッツ&ゴー!!WGP」 - 劇伴音楽、オープニングテーマ『GET THE WORLD』作曲・編曲、エンディングテーマ『WE ARE THE VICTORYS』作詞・作曲・編曲、エンディングテーマ『今夜はイブ!」作詞・作曲・編曲
- 「爆走兄弟レッツ&ゴー!!MAX」 - 劇伴音楽、オープニングテーマ『BRAVE HEART』作詞・作曲・編曲、エンディングテーマ『MY NAME IS カーボーイ』作詞・作曲・編曲
- 「ぶぶチャチャ」 - 劇伴音楽、オープニングテーマ『ぶぶチャチャ仕方ない?』、エンディングテーマ『橋を渡ろう』作曲・編曲
- 「変」 - OVA版。劇伴音楽
- 「すなあそび」 - 劇中歌『はじめの一歩』作曲

### 特撮
- 「鳥人戦隊ジェットマン」 - オープニングテーマ『鳥人戦隊ジェットマン』､エンディングテーマ『こころはタマゴ』､挿入歌『時を駆けて』､『大空の誓い』作曲
- 「恐竜戦隊ジュウレンジャー」 - オープニングテーマ『恐竜戦隊ジュウレンジャー』作詞（そのべ かずのりと共作）・作曲､エンディングテーマ『冒険してラッパピーヤ!』作詞・作曲・歌。歌は「ピタゴラス」名義。

### 映画音楽
- 「DOOR」（1988年）劇伴音楽
- 「爆走兄弟レッツ&ゴー!!WGP 暴走ミニ四駆大追跡!」（1997年）劇伴音楽、エンディングテーマ『「俺たち」のテーマ』作曲
  - 同時上映作品｢ミニ四ファイター超速プロジェクト スイッチオン｣ テーマ曲『ココロの中のチャンプ』、挿入曲『J-CUP is No.1!!』作曲

### ゲーム
- 「Play Ball」（サクセス、1983年）[2]
- 「オセロ」（サクセス、1984年）[3]
- 「三國志VI」（コーエー）
- 「GOTHA 〜イスマイリア戦役〜」（セガ）
- 「GOTHAII 天空の騎士」（コーエー）
- 「水滸伝・天導一〇八星」（光栄→コーエー）

### その他
- 「なんでもQ」 - 「むしむしQ」、「あにまるQ」、「むしまるQ」、「むしまるQゴールド」の一部の曲を作曲
- 「ミュージカル美少女戦士セーラームーン外伝ダーク・キングダム復活篇」 - 『夏をしましょうバケイション』など、一部の曲を作曲

## 歌唱
- 冒険してラッパピーヤ! - 「恐竜戦隊ジュウレンジャー」エンディングテーマ（※ピタゴラス名義）
- 気分はパプワ晴れ - 「南国少年パプワくん」後期エンディングテーマ（※つのごうじ&ピタゴラス）
- 愛のソルジャー - 「五星戦隊ダイレンジャー」挿入歌
- 美しい花のように - 「五星戦隊ダイレンジャー」挿入歌
- ゴマゴマゴーマ - 「五星戦隊ダイレンジャー」挿入歌（※つのごうじ&ピタゴラス）
- 走れ!猫丸 - 「忍者戦隊カクレンジャー」挿入歌（※つのごうじ&ピタゴラス）
- 嵐の神話 - 劇場版「悪魔くん」エンディングテーマ
- WISHES - 刀根麻理子 アルバム「Mariko Brand」デュエット